# Taurillon uni
Uromyias agraphia
Espèce
Synonymes
- Anairetes agraphia[1]

Statut de conservation UICN

 LC  : Préoccupation mineure
Le Taurillon uni (Uromyias agraphia) ou Taurillon de Chapman, est une espèce de passereau de la famille des Tyrannidae.

## Sous-espèces
Cet oiseau est représenté par 3 sous-espèces : 
- Uromyias agraphia agraphia (Chapman, 1919) : sud-est du Pérou (cordillère de Vilcanota et Vallée sacrée des Incas) ;
- Uromyias agraphia plengei Schulenberg & Graham, 1981 : est du Pérou (cordillère de Colán, dans le département d'Amazonas) ;
- Uromyias agraphia squamiger (O'Neill & T. A. Parker, 1976) : centre du Pérou (cordillère de Carpish, dans l'est des départements de La Libertad et de Huánuco)[1],[2].

## Habitat
Cet oiseau vit dans les Andes du Pérou, entre 2 700 et 3 600 m d'altitude.